# Alexandru Dobrogeanu-Gherea
Alexandru (Sașa) Dobrogeanu-Gherea (n. 7 iulie 1879, Ploiești – d. 4 decembrie 1937, Închisoarea Lublianka,  Moscova) a fost un om politic comunist. Fiu al socialistului creștinat de origine evreiască Constantin Dobrogeanu-Gherea și al soției sale Sofia Parcevska,  de origine poloneză, a primit o educație de stânga, intrând în contact cu operele lui Marx și Engels în familie și ca student al Politehnicii din München. Constantin Dobrogeanu-Gherea a devenit creștin în 1879.

## Cariera politică
În 1910, Alexandru Dobrogeanu - Gherea se înscrie în Partidul Social Democrat Muncitoresc, fiind ales după război președinte al Federației Socialiste din Prahova. În această calitate face parte din delegația care a cerut afilierea la Komintern (vara 1920). Acceptarea celor 21 de condiții obligatorii pentru membrii Kominternului de către nucleul dur al socialiștilor români va duce la apariția Partidului Comunist Român la 21 mai 1921.
În ianuarie 1922, toți comuniștii din grup au fost arestați imediat pentru conspirație împotriva siguranței statului, vor fi judecați și condamnați în Procesul din Dealul Spirii.
Bolșevic fanatic, convins de necesitatea revoluției, Alexandru Dobrogeanu-Gherea va fi figura centrală a procesului datorită prestigiului tatălui său, Constantin Dobrogeanu-Gherea, și unor atitudini demonstrative spectaculoase (greva foamei, refuzul de a răspunde la întrebări).
După amnistia din iunie 1922, ocupă mai multe funcții importante în PCdR: membru in Comitetul Executiv și coordonator al presei de partid (1922) și membru în Comitetul Central (1924), fiind și deputat în Parlamentul României. După alte două arestări (decembrie 1924 și ianuarie 1929) și pierderea funcțiilor de răspundere pentru „opoziționism" și „deviere de stânga", suferă o cădere nervoasă (1930).
În 1932 pleacă definitiv în URSS, unde va traduce în română câteva din operele lui Lenin la Editura pentru Literatură Străină. Acuzat de troțkism, este executat în timpul marii terori staliniste, fără a se ține cont de afecțiunea sa psihică. În septembrie 1937 a fost arestat pentru participare la o organizație contrarevoluționară și a fost executat în octombrie 1937, în cadrul Marii Epurări.